# Eurytoma tenuis
Eurytoma tenuis är en stekelart som beskrevs av Bugbee 1941. Eurytoma tenuis ingår i släktet Eurytoma och familjen kragglanssteklar. Inga underarter finns listade i Catalogue of Life.